# Togder
Togder (arap. تُوجدَير‎, som. Togder ili Togdheer) sezonska je rijeka u Somaliji. Izvire u gorju Golis na sjeverozapadu zemlje na nadmorskoj visini od 1800 m, a tok joj se pruža u smjeru sjeverozapad-jugoistok duljinom od oko 200 km. Po rijeci je imenovana somalska pokrajina Togder, jedna od 18 prvostupanjskih upravnih jedinica zemlje. Najveći grad kroz koji protječe je Burao, ujedno glavni grad navedene pokrajine. Ušće Togdera nalazi se u sjevernim ravnima susjedne pokrajine Sul na nadmorskoj visini od oko 700 m.

## Poveznice
- Zemljopis Somalije